# Lac Băneasa
Le lac Băneasa (en roumain : lacul Băneasa) est un réservoir de la Colentina à Băneasa dans le secteur 1 de Bucarest en Roumanie. Le lac a une longueur de 3 km, une largeur entre 50 et 400 mètres, une surface d'environ 40 hectares, une profondeur entre 1 et 3 mètres, un volume de 630 000 mètres cubes et un débit de 2,5 m3/s.